# Turnix combattant
Turnix suscitator
Espèce
Statut de conservation UICN

 LC  : Préoccupation mineure
Le Turnix combattant (Turnix suscitator) est une espèce d'oiseaux charadriiformes, de la famille des Turnicidae.

## Répartition et sous-espèces
Selon la classification de référence du Congrès ornithologique international (15.1, 2025) il se répartit en seize sous-espèces (ordre philogénique) :
- T. s. plumbipes (Hodgson, 1837) — de l'Uttarakhand à l'ouest de la Birmanie ;
- T. s. bengalensis Blyth, 1852 — Bengale-Occidental ;
- T. s. taigoor (Sykes, 1832) — Inde ;
- T. s. leggei Baker, ECS, 1920 — Sri Lanka ;
- T. s. okinavensis Phillips, AR, 1947 — du sud de Kyushu aux îles Ryūkyū ;
- T. s. rostratus Swinhoe, 1865 — Taïwan ;
- T. s. blakistoni (Swinhoe, 1871) — sud de la Chine et nord de l'Indochine ;
- T. s. pallescens Robinson & Baker, 1928 — Birmanie ;
- T. s. thai Deignan, 1946 — Thaïlande ;
- T. s. atrogularis (Eyton, 1839) — sud de l'Indochine et péninsule Malaise ;
- T. s. suscitator (Gmelin, JF, 1789) — Sumatra, Belitung, Bangka, Java, Bawean et Bali ;
- T. s. powelli Guillemard, 1885 — de Lombok à Alor ;
- T. s. rufilatus Wallace, 1865 — Célèbes ;
- T. s. haynaldi Blasius, W, 1888 — Palawan ;
- T. s. fasciatus (Temminck, 1815) — Luçon, Mindoro, Masbate et Sibuyan ;
- T. s. nigrescens Tweeddale, 1878 — Cebu, Guimaras, Negros et Panay.